# Phonotimpus
Phonotimpus es un género de arañas araneomorfas de la familia Phrurolotidae. Se encuentra en México.

## Lista de especies
Según The World Spider Catalog 12.0:
- Phonotimpus eutypus Gertsch & Davis, 1940
- Phonotimpus separatus Gertsch & Davis, 1940